# 4. tirolski lovski polk (Avstro-Ogrska)
Za druge 4. polke glejte 4. polk.
4. tirolski lovski polk (izvirno nemško 4. Tiroler Jäger Regiment) je bil pehotni polk k.u.k. Heera.

## Zgodovina
Polk je bil ustanovljen leta 1895. 

### Prva svetovna vojna
Polkovna narodnostna sestava leta 1914 je bila sledeča: 59% Nemcev, 38% Tirolcev in 3% drugih. Naborni okraj polka je bil v Cavaleseju, Boznu, Trientu in Trstu, pri čemer so bile polkovne enote garnizirane sledeče: Trient (štab, III. bataljon), Welschmetz (I. bataljon), Kronmetz (II. bataljon) in Hall in Tirol (IV. bataljon).

## Poveljniki polka
- 1908: Karl Gelb von Siegesstern[3]
- 1914: Gustav Rubritius[1]